# Moskva (rijeka)
Rijeka Moskva (rus. река Москва, Москва-рекa, Moskva-reka) je rijeka koja prolazi kroz Moskovsku i Smolensku oblast u Rusiji, pritok je Oke.

## Etimologija
Grad Moskva nazvan je po istoimenoj rijeci. Porijeklo same riječi nije utvrđeno, iako postoji nekoliko različitih teorija o tome. Jedna od ovih teorije kaže da je korijen riječi finski značenja "močvara, tamna voda, gnat". Druga teorija je da ime dolazi od mordvinske riječi značenja "medvjeđa rijeka". Isto značenje dolazi i preko jezika Mari u kojem moská označava "medvjeda" međutim na tom jeziku riječ ava znači "mati".

## Hidrologija
Rijeka je duga 502 km. Područje sliva rijeke je 17.600 km². Pad rijeke je 155 metar (višegodišnji prosjek). Najveća dubina prije grada Moskve je 3 metra, poslije grada najviše 6 metara. Obično se zamrzne tijekom studenog ili prosinca i počne se odleđivati krajem ožujka. U samoj Moskvi rijeka se zamrzne povremeno, tijekom iznimno tople zime 2006. – 2007., počela se je zaleđivati tek 25. siječnja. 
Razina vode rijeke u Moskvi je 120,0 metara iznad morske razine (višegodišnji prosjek ljetnih najnižih razina nakon Drugog svjetskog rata), najveća povijesna razina je bila tijekom poplave 1908. godine i iznosila je 127,25 metara iznad razine mora.

## Hidrotehnički objekti
Zbog velikih sezonskih padova razine rijeke plovidba je bila otežana, a poplave opasne, te hidrotehnički objekti na rijeci Moskvi postoje još od davnina. 1783. – 1786. godine duž okuke rijeke pokraj Kremlja izgrađen je Vodoodvodni kanal radi zaštite od poplava i popravka mostova. 1836. – 1837. godine zbog povišavanja razine vode u rijeci bili su sagrađeni Babjegorodski nasip i Krasnoholmskaja brana. Vodoodvodni kanal je zato postao plovnim. 1873. godine osnovano je „Društvo Moskvoreckog parobrodarstva“, koje si je postavilo kao cilj razvoj vodenog transporta na rijeci. Društvo je 1878. godine sagradilo šest nasipa s branama. Ti nasipi (Perervinski, Besedinski (Trudokomuna), Andrejevski, Sofjinski, Faustovski i Severski) osigurali su prolazak brodova s gazom do 90 cm od ušća rijeke do grada Moskve. Ranije izgrađeni nasipi iz 1930-ih su bili ponovno izgrađeni, dodan je Karamyševski nasip, te su uklonjeni kao suvišni Babjegorodski i Krasnoholsmki nasip i brana (zadnji se sačuvao u nazivima Šljuzova obala i Šljuzov most, rus. шлюз – brana). Navedeni nasipi i čine Sustav Moskvoreckih nasipa.
Tijekom 1930-ih godina korito Moskve bilo je uglavnom izravnano u granicama djelomično ostvarenog plana navodnjavanja grada Moskve.
Između 1932. – 1937. godine sagrađen je kanal Moskva-Volga.
Godine 1968. otvorena je Nagatinska rektifikacija u rajonu Nagatino.
Kao konačni rezultat, rijeka Moskva se unutar grada sastoji od niza koritskih rezervoara nastalih od triju čvorova hidrotehničke mreže: Perervinskog, Karamyševskog i Trudokomune. Istek Moskve više grada uređen je Istrinskim (1935.), Možajskim (1960.—1962.), Verhne-Ruzskim (1980.), Ruzskim (1965.—1966.) i Ozerninskim (1967.) rezervoarom, a također čvorovima hidrotehničke mreže kraj Petrovo-Daljnjeg i Rubljova.
Od jedanaest čvorova hidrotehničke mreže sagrađenih na rijeci, svega četiri imaju hidrocentrale: Možajska, Rubljovska, Karamyševska i Perervinska, a pritom je po porječju rijeke sagrađeno još šest malih hidrocentrala (Verhne-Ruzska, Ruzska, Istrinska, Ozerninska, Gorbovska i Senežska). Ukupni kapacitet po porječju premašuje 15 MW, a proizvodnja 40 milijuna kWh godišnje.
Preko rijeke Moskve sagrađeno je više od 50 mostova, a od njih više od 20 unutar grada Moskve. Na području grada obale su ojačane zidovima od armiranog betona i blokovima obloženim granitom.

## Povijest
Porječje rijeke Moskve bilo je naseljeno još u kamenom dobu, o čemu svjedoče neolitičke naseobine u Kruticama, Kolomenskom, Aljoškinu, Ščukonom, Serebrjanom Boru, Troici-Lykovu. Spomenici brončanog doba (fatjanovske kulture drugog tisućljeća pr. Kr.), nađeni su u centru Moskve, Dorogomilovu, na Vorobjovim gorama, u Andronikovom manastiru, u Davydkovu, Zjuzinu, Aljoškinu, Tušinu.
Dolaskom željeznog doba sredinom prvog tisućljeća pr. Kr. i promjenom klime (prelazni šumsko-stepski predjeli promijenili su se u šume) u porječju rijeke raširila se zemljoradnja i mnogobrojna sedentarna naselja. Tzv. djakovska kultura postojala je ovdje više od tisuću godina: od VII-VI stoljeća pr. Kr. do VI-IX stoljeća n.e. ti predslavenski gradići i sela nađeni su u blizini sela Djakovo (u rajonu Kolomenskog), na Vorobjovim gorama, u Tušinu, Kuncevu, Filjama, na obalama Setunji, u Nižnim Kotlima.
Od VIII. stoljeća niču slavenska (vjatička) naselja na obalama rijeke Moskve, Jauze, Neglinne, Setunje, Ramenke, Kotlovke, Čertanovke, Gorodnje. Tako su se pojavili gradići na Samotjoki, Lyščikovu, Andronjevskom, Obydenskom; sela Jauzskoje, Kudrinskoje, u Neskučnom sadu, Golovinskoje, Bratejevskoje, Zjuzinskoje, Matvejevskoje, Setunjskoje. Tih su godina nastale mnogobrojne grupe nadgrobnih brežuljaka (Filjovskaja, Matvejevskaja, Ramenskaja, Očakovskaja, Krylatskaja, Troparjovskaja, Jasenjovskaja, Čerjomuškinskaja, Orehovskaja, Borisovskaja, Bratejevskaja, Konjkovskaja, Derevljovskaja, Čertanovskaja, Caricynskaja).
Rijeka Moskva je u drevnosti bila važna prometna arterija, prevlake su je povezivale s Novgorodom i Smolenskim, s Volgom i Donom.

## Rukavci ipritoci
Osnovni su pritoci: slijeva – Gniluša, Ruza, Jauza, Neglinnaja, Istra, Nerskaja, zdesna – Žuža, Gorodnja, Setunj, Kolomenka, Severka, Pahra. Ukupno u rijeku Moskvu padaju 362 rječice i više od 500 potoka; od njih unutar granica grada Moskve oko 70 pritoka, uglavnom u cijevima i odvodnim kolektorima. Najveći od gradskih pritoka (nakon Jauze, Neglinnaje, Setunje i Gorodnje) su: Shodnja, Niščenka s Ponomarkom (Čurilihinom), Himka, Kotlovka, Čura, Tarakanovka, Presnja, Filjka.

## Pritoci(u kilometrima od ušća) prema podacima vodnog registra
- 7 km: Kolomenka
- 16 km: Severka
- 17 km: Veleguška
- 22 km: Mezenka (Lukjanovka)
- 27 km: Semislavka
- 31 km: Medvedka
- 43 km: Nerskaja
- 44 km: Otra
- 80 km: Velinka
- 85 km: Gželka
- 94 km: Hripanj
- 103 km: Bykovka
- 110 km: Pehorka
- 120 km: Pahra
- 141 km: Gorodnja
- 157 km: Paramarka (Ljublinka)
- 174 km: Jauza
- 184 km: Setunj
- 214 km: Moskovski kanal
- 214,8 km: Himka
- 218 km: Shodnja
- 223 km: Banjka
- 243 km: Medvenka
- 245 km: Lipka
- 247 km: rijeka Istra
- 257 km: Vjazjomka
- 277 km: Nahavnja
- 282 km: Storožka
- 284 km: Ostrovka
- 292 km: Dubešnja
- 293 km: Molodeljnja
- 296 km: Žukovka
- 298 km: Setunj
- 342 km: Ruza
- 344 km: Jelica
- 358,3 km: Iskona
- 358,6 km: Vedomka
- 363 km: Palevka
- 386 km: Koloč
- 404 km: Lujanka
- 415 km: Inoč (Inoča)
- 419 km: Pesočnja
- 427 km: Zamošnja
- 434 km: Zaročenka (Zarečka)

## Ekologija rijeke Moskve
Kvaliteta vode u rijeci u granicama grada Moskve i niže po toku je niska, čemu je djelomično uzrok odnos otpadnih i prirodnih voda približno k 2:1 (tj. otpadnih je voda više nego prirodnih). Nakon čišćenja otpadne vode ne udovoljavaju zahtjevima po sadržaju organskih tvari, naftnih derivata i teških metala. U vodi rijeke, u količinama koje premašuju dopuštene, nalaze se soli teških metala, naftnih derivata, pesticidi, fenoli. Najviše su zagađeni dijelovi rijeke oko Nagatina i Ljublina, nešto manje oko Ščukina. Na području grada Moskve izdvajaju se tri zone s različitim stupnjem onečišćenja:
- od ulaza u grad do Krymskog mosta; zona je tradicionalno najčišća
- centralni dio grada u granicama Sadovog prstena, gdje kvaliteta vode po sadržaju naftnih derivata i metala fluktuira i tijekom godine i uzduž rijeke
- zona donjeg toka rijeke, gdje Kurjanovska stanica za aeraciju dovodi do povećanja koncentracije biogenih elemenata (amonijaka, nitrata, fosfata).

U cijelosti na ulazu u grad u 2008. godini stanje vode se označavalo kao „umjereno onečišćena“, u centru „onečišćena“, u rajonu Perervinskog nasipa (umjereno onečišćena), na izlazu iz grada „onečišćena“.
Radijacija u rijeci Moskvi nije povišena, radijacijski parametri muljevitih naslaga rijeke na razini su analognih parametara za tlo.
Zaštitom prirode u porječju rijeke bave se tri moskovske organizacije: GUP „Mosvodostok“, MGUP „Mosvodokanal“ i GUP DZ „Gidromost“. Program mjera zaštite „Mosvodokanala“ za 2008-2010 godinu ima budžet od oko 4,5 milijardi rubalja na godinu. Tako je u 2008. godini visina potrošenih sredstava po programu iznosila oko 4 milijarde rubalja.

## Gradovi
Moskva (Москва́), glavni grad Rusije, nalazi se na obalama rijeke. Rijeka protječe i gradovima Možajsk, Zvenigorod, Žukovski, Bronnicy, Voskresensk, i — na spoju rijeka Moskva i Oka — Kolomna. Godine 2007., bilo je 49 mostova preko rijeke Moskva i pripadajućih kanala samo na području grada Moskve; Kameni most Boljšoj izgrađen je 1692. godine. Rijeka je u gradu široka između 120 i 200 metara, najuža točka je točno pod zidovima Kremlja. Pitka voda za grad Moskvu skuplja se na pet mjesta na rijekama Moskvi i Volgi sjeverozapadno od grada.
- Razne građevine na obalama rijeke Moskve u gradu Moskvi
- Kremlj
- Katedrala Krista Spasitelja u Moskvi i Park Gorki
- Stambena zgrada
- Zgrada vlade

## Vodni promet
Rijeka Moskva je plovna na 210 km od ušća, do Rubljovskog nasipa. Plovidba obično traje od sredine travnja do sredine studenog. Na rijeci se nalaze Južno riječno pristanište, zapadno riječno pristanište, a na Himkinskom jezeru (tehnički ne na rijeci Moskvi) – Sjeverno riječno pristanište i Sjeverna riječna stanica.
U sovjetsko vrijeme rijekom Moskvom je prolazila linija Moskva-Gorki. Najpoznatija turistička maršruta bila je „Moskovska krugosvetka“: moskovsko Južno riječno pristanište – Oka – Gorki – Volga – Moskovski kanal – Sjeverno riječno pristanište. Putnički parobrodi su prolazili između sjevernog i južnog riječnog pristaništa po centru grada Moskve. Od 2000.g. organiziraju se samo turistička putovanja brodom. Osnovne su maršrute: Moskva – Konstantinovo – Moskva, „Moskovska krugosvetka“ i ponekad druge varijante. Zbog ograničenja gabarita brana i dubine Moskvom plove samo brodovi projekta 305, turistička putovanja traju od svibnja do lipnja, dok je na Oki dovoljna dubina. Po centru grada Moskve ne mogu ploviti zbog male visine mostova.
Kretanje putnika unutar grada po rijeci Moskvi odvija se u tri nezavisne zone, od kojih samo jedna (Novospasski most – Kijevski kolodvor) radi tokom cijele plovidbe. Spori brodovi plove od sredine travnja do druge polovice listopada, kad se zbog sezonskog pogoršanja vremena broj putnika bitno smanjuje. Od 2009.g. radi cjelogodišnja linija brodova.
Prijevoz tereta (uglavnom pijeska i drugog građevinskog materijala) vrši se brodovima za prijevoz rasutih tereta tipa „Oka“, „Okskij“, remorkerima tipa „Rečnoj (Moskovskij)“, „Šljuzovoj“.

## Plaže
Na području grada Moskve na rijeci postoji nekoliko plaža. Najpoznatije su plaže u Stroginom, Serebrjanom Boru, Trojici-Lykovu, Rubljovu. Sve se nalaze u sjevero-zapadnom dijelu grada. U centralnom i jugo-istočnom dijelu plaža nema zbog velike onečišćenosti vode. Sezona kupanja obično počinje 1. lipnja, završava u prosjeku sredinom kolovoza, no pri toplom vremenu sezona može potrajati i do početka rujna (kao što se dogodilo npr. 2007. godine). Temperatura riječne vode u srpnju iznosi oko 22 °C.

## Zanimljive činjenice
Za vrijeme abnormalno vrućeg ljeta 2010. godine u rijeci Moskvi zamijećene su meduze, što nije prvi put; naime, znanstvenicima su slatkovodne meduze u ruskim rijekama i akumulacijskim jezerima odavno poznate.